# Alexei Iwanowitsch Kostrikin
Alexei Iwanowitsch Kostrikin (russisch Алексей Иванович Кострикин; * 12. Februar 1929 in Bolschoi Morez, Oblast Wolgograd; † 22. September 2000 in Moskau) war ein russischer Mathematiker, der sich mit Algebra befasste.

## Leben
Kostrikin stammte aus einer Bauernfamilie, besuchte ab 1947 die Staatliche Universität Saratow und ab 1951 aufgrund seiner herausragenden Leistungen die Lomonossow-Universität, wo er 1952 seinen Abschluss machte. Er wurde Student von Igor Schafarewitsch, bei dem er 1956 am Steklow-Institut promoviert wurde (Kandidat der Wissenschaften). Er blieb am Steklow-Institut und wurde außerdem 1963 Professor an der Lomonossow-Universität in der Abteilung Höhere Algebra, die er 1977 bis 2000 leitete.
Er schrieb mehrere bekannte Algebra-Lehrbücher und befasste sich in den 1950er Jahren mit dem eingeschränkten Burnside-Problem, wo ihm ein mathematischer Durchbruch und eine Teillösung für prime Exponenten gelang. Vollständig gelöst wurde es 1989 durch Efim Zelmanov. In den 1960er Jahren studierte er Liealgebren über Körpern endlicher Charakteristik und formulierte hier Vermutungen mit Schafarewitsch.
1968 erhielt er den Staatspreis der UdSSR und 1997 den Lomonossowpreis. 1976 wurde er korrespondierendes Mitglied der Sowjetischen Akademie der Wissenschaften. Er war Invited Speaker auf dem Internationalen Mathematikerkongress in Stockholm 1962 (Lie-Algebren und Endliche Gruppen, russisch) und 1970 in Nizza (Variations modulaires sur un thème de Cartan).
Zu seinen Doktoranden gehört Alexei Bondal.

## Schriften
- Around Burnside, Springer Verlag 1990
- mit Pham Huu Tiep Orthogonal Decompositions and Integral Lattices, de Gruyter 1994
- mit Yuri Manin Linear algebra and geometry, Gordon and Breach 1989
- Introduction to Algebra, Springer Verlag 1982 (russisches Original 1977)
- Exercises in algebra: a collection of exercises in algebra, linear algebra and geometry, Gordon and Breach 1996